# 阿閉事代
阿閉 事代（あえ の ことしろ、生没年不詳）は、古代日本5世紀頃の人物。『日本書紀』にみえる豪族。顕宗天皇3年（487年）に月神と日神の託宣を朝廷に伝えたという。姓は臣。

## 経歴・人物
『日本書紀』巻第四及び『新撰姓氏録』によると、阿閉氏は阿倍氏と同様に、孝元天皇の皇子と大彦命の子孫にあたる。
『日本書紀』顕宗天皇3年2月の記事に、
とある。
事代は、顕宗天皇3年2月1日に命を受けて任那に赴いた。その際、月神が人に依憑し、「我が祖の高皇産霊は天地を創造した功績を持つ。それゆえに吾を祀れ。吾の言うとおりに従えば福慶があろう。」と、言ったので、事代はヤマトに戻りこれを報告、山城国葛野郡歌荒樔田に月神を祀り、壱岐縣主の先祖押見宿禰に月神を祀らせた。
さらに同3年4月の記事に
とある。
日神が人に依憑し事代に「磐余の田を我が祖高皇産霊に献上しなさい」と言ったので、 事代は奏上し、神の請うままに田十四町を献上した。対馬下県直を祠に従事させた。